# 대금

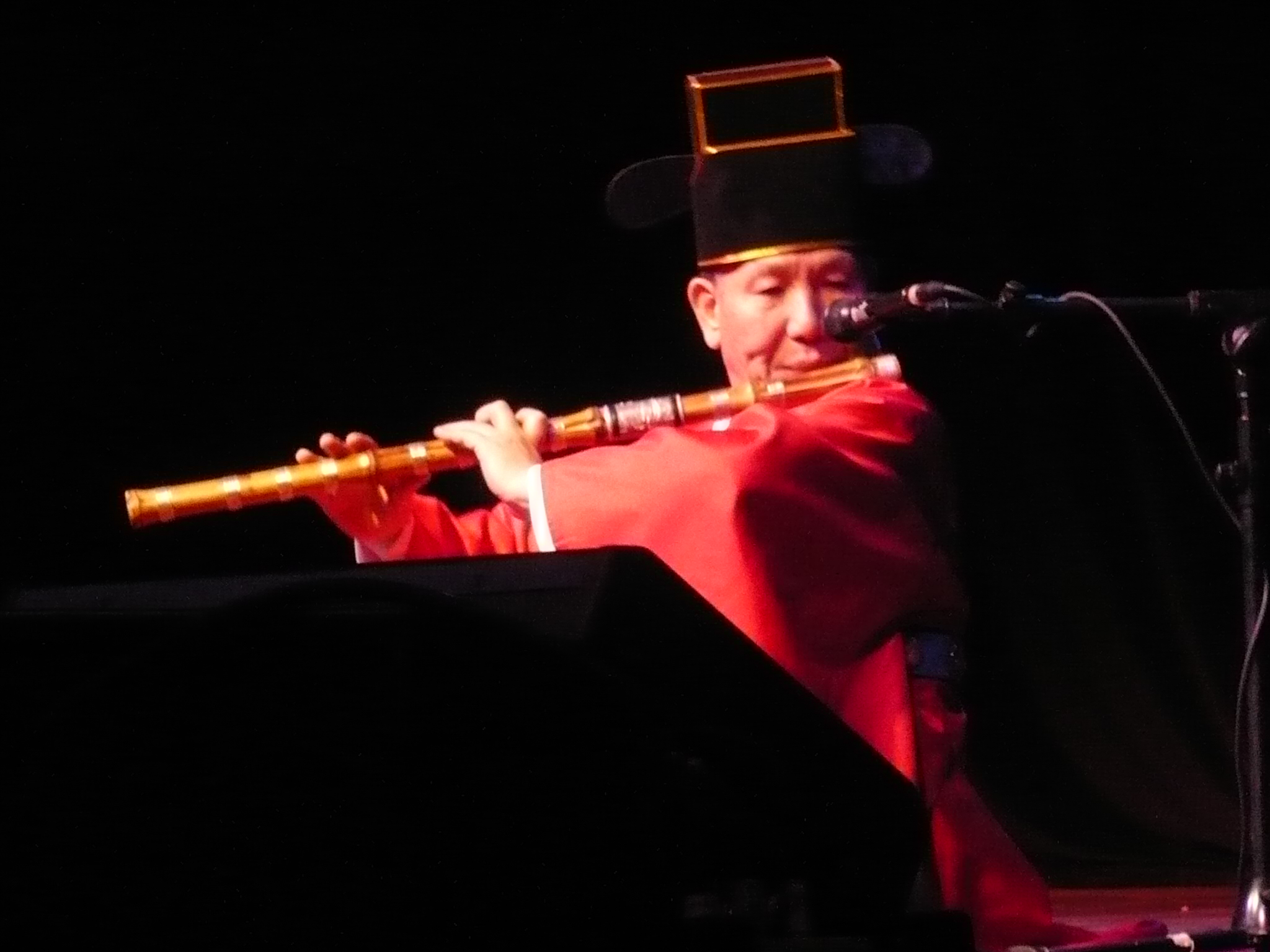
대금 연주

대금(大笒, 문화어: 저대)은 한국음악에서 널리 사용되는 관악기이다. 저, 젓대라고도 부른다. 죽부악기이며, 향악기이다. 구슬프고 신비로운 소리가 나며, 역취에서는 다르게 상쾌하고 맑은 소리가 난다.
굵고 긴 대나무에 구멍을 뚫어 가로로 부는 악기이다. 왼쪽 어깨에 얹어서 연주하기 때문에 연주자는 고개를 왼쪽으로 틀어야 한다. 동서양을 통틀어 이런 형태로 연주되는 유일한 악기이다. 길이는 80센티미터가 넘어 나발과 함께 한국 전통 관악기 중 가장 크다. 대금 음역이 넓고 고정된 음고(音高)를 지니고 있어 합주할 때 다른 악기들이 대금의 임종(林鐘)에 맞추어 조율한다. 또한, 음량이 풍부하고 비교적 넓은 취공을 입술로 조절하며 음높이를 조절할 수 있어 국악기 중 대표적인 독주악기로도 자주 쓰인다.
대금은 궁중 연례악·대풍류·가곡반주·민속무용곡·시나위 등 매우 넓게 쓰이며, 현대의 영화음악이나 대중음악에서도 사용된다. 삼현육각에는 향피리 2개, 해금, 장구, 북과 함께 포함된다.
정악대금과 산조대금으로 나뉘는데, 정악대금이 산조대금보다 길이가 더 길고 소리가 더 낮다. 국악기중 가장 개량이 덜 된 악기이다.

## 역사
대금은 중금·소금(小芩)과 더불어 신라(新羅) 삼죽(三竹)에 들어 신라시대부터 있던 악기라고 전한다. 삼국사기에는 동해에서 난 대로 저를 만들어 부니 적병이 물러나고, 물결이 가라앉고, 질병과 가뭄이 그치므로 만파식적(萬波息笛)이라 불렀다고 한다. 
신라 저에는 7조(七調)가 있으니 평조(平調)·황종조(黃鍾調)·아조(雅調)·월조(越調)·반섭조(般涉調)·출조(出調)·준조(俊調)이며 대금에 124곡, 중금에 145곡, 소금에 298곡이 있었다 한다.

## 구조
대금은 쌍골죽(雙骨竹)으로 만들면 좋은 소리가 난다. 대나무로 된 관을 '관대'라 하는데 관대의 길이는 2자 5치가 되고 관의 안지름은 6푼쯤 된다. 위쪽 끝은 막혀 있고, 조금 내려서 가로 불어 김을 넣는 취구(吹口)가 있고, 좀더 내려와서 청공(淸孔)이 뚫렸는데 여기에 갈대 속청을 붙여 이것의 진동으로 특수한 음빛깔을 낸다.
관대의 중앙에는 앞쪽에 6개의 구멍(指孔)이 뚫렸고, 아래쪽에는 쓰이지 않는 칠성공(七星孔)이 하나-둘이 뚫렸다. 연주법은 종묘악 및 당악계 음악을 연주할 때와 향악계 음악을 연주할 때가 다르다.
향악계 음악의 연주에서 각 구멍에 손가락 짚는 법(按孔法)과 그 손가락을 떼어내는 음은 다음과 같다.
- 제1공 좌편 식지, 저취(低吹)·중려·내림가1(a1 flat), 평취(平吹)·중려·내림가2(a2 flat), 역취(力吹)·황종·내림마3(e3 flat).
- 제2공 좌편 장지, 저취·고선·사1(g1)·평취·고선·사2(g2), 역취·무역·내림라3(d3 flat)
- 제3공 좌편 무명지, 저취·태주·바1(f1), 평취·태주·바2(f2), 역취·남려·다3(c3)
- 제4공 우편 식지, 저취·황종·내림마1(e1 flat), 평취·황종·내림마2(e2 flat), 역취·임종·내림나2(b2 flat)
- 제5공 우편 장지, 저취·무역·내림라1(d1 flat), 평취·무역·내림라2(d2 flat)
- 제6공 우편 명지, 저취·남려·다1(c1), 평취·남려·다2(c2)
- 다 막으면 저취·임종·내림나(b flat), 평취·임종·내림나(b flat)

종묘악 및 당악계 음악을 연주할 때에는 향악계 음악을 연주할 때와 다르다. 당악계에서는 황종이 다(C)음이 되며 김을 여리게 넣는 저취(低吹)법이 없다. 각 구멍에 손가락 짚는 법과 그 손가락을 떼어내는 음은 다음과 같다.
- 제1공 좌편 식지, 평취·남려·가2(a2), 역취·협종·올림라3(d3 sharp)
- 제2공 좌편 장지, 평취·임종·사2(g2), 역취·태주·라3(d3)
- 제3공 좌편 무명지, 평취·중려·바2(f2), 역취·황종·다3(c3)
- 제4공 우편 식지, 평취·고선·마2(e2), 역취·무역·올림가2(a2 sharp)
- 제5공 우편 장지, 평취·태주-협종·라2-올림라2(d2-d2 sharp)
- 제6공 우편 무명지, 평취·황종·다2(c2)
- 다 막으면 평취·무역·올림가1(a1 sharp)

시나위 청은 제2공이 된다.

## 같이 보기
- 당적
- 중금
- 소금 (악기)
- 한국 전통 악기